# Sthenurinae
Gli Stenurini (Sthenurinae Glauert, 1926, «canguri dalla faccia corta») sono una sottofamiglia dei Macropodidi. Attualmente comprendono solo un'unica specie, ma nel Pleistocene ne comprendevano molte altre, tra cui alcuni dei più grandi canguri mai esistiti (ad esempio Procoptodon).

## Classificazione
- Sottofamiglia Sthenurinae
  - Genere Hadronomas †
  - Genere Eosthenurus †
  - Genere Sthenurus †
  - Genere Procoptodon †
  - Genere Nambaroo †
  - Genere Wururoo †
  - Genere Ganawamaya †
  - Genere Balbaroo †
  - Genere Silvaroo †
  - Genere Lagostrophus
    - Wallaby lepre fasciato, Lagostrophus fasciatus